# كثافة مبيعات
كثافة المبيعات هي مقياس للأداء في البيع بالتجزئة، وهو العائد الناشئ عن إحدى المناطق المحددة في مكان البيع، ويتم تقديمها كقيمة مالية لكل متر مربع، وكلما زاد الرقم، تم استغلال المساحة المبنية بكفاءة.
يتم أيضًا اقتباسها جنبًا إلى جنب مع المؤشرات الأخرى مثل المبيعات عن طريق المقايضة.
كثافة المبيعات عبارة عن نسبة يتم احتسابها عن طريق تقسيم إجمالي مبيعات التجزئة خلال عام بواسطة السطح الإجمالي لكافة المخزونات المملوكة بواسطة بائع التجزئة (لا يتم عادة تضمين البيع بالجملة المحتمل/إعفاء المبيعات)، وهناك جدل حول ما إذا كان يجب تضمين مبيعات بائع التجزئة عبر الإنترنت في عداد النسبة مع وضع الترابط الكبير في إستراتيجية التسويق بين المبيعات عبر الإنترنت والمبيعات من المخزون نفسه في الاعتبار.